# Grand Prix Maďarska 2008
Grand Prix Maďarska 2008 (XXIV Magyar Nagydíj) jedenáctý závod 59. ročníku mistrovství světa vozů Formule 1, historicky již 796. grand prix, se uskutečnila na okruhu Hungaroring nedaleko Budapešti. Závod vyhrál Fin Heikki Kovalainen z týmu McLaren, druhý byl Němec Timo Glock s Toyotou a třetí Fin Kimi Räikkönen s Ferrari. Jednalo se o první Kovalainenovo vítězství, a pro Glocka to bylo první umístění na stupních vítězů.
Po tomto závodě zůstal ve vedení průběžného pořadí šampionátu Lewis Hamilton a zvýšil svůj náskok na druhého Räikkönena na 5 bodů.

## Průběh závodu

### Kvalifikace
| Pozice | Číslo | Jméno                | Tým                 | 1. část  | 2. část  | 3. část  |
| ------ | ----- | -------------------- | ------------------- | -------- | -------- | -------- |
| 1      | 22    | Lewis Hamilton       | McLaren-Mercedes    | 1:19.376 | 1:19.473 | 1:20.899 |
| 2      | 23    | Heikki Kovalainen    | McLaren-Mercedes    | 1:19.945 | 1:19.480 | 1:21.140 |
| 3      | 2     | Felipe Massa         | Ferrari             | 1:19.578 | 1:19.068 | 1:21.191 |
| 4      | 4     | Robert Kubica        | BMW Sauber          | 1:20.053 | 1:19.776 | 1:21.281 |
| 5      | 12    | Timo Glock           | Toyota              | 1:19.980 | 1:19.246 | 1:21.326 |
| 6      | 1     | Kimi Räikkönen       | Ferrari             | 1:20.006 | 1:19.546 | 1:21.516 |
| 7      | 5     | Fernando Alonso      | Renault             | 1:20.229 | 1:19.816 | 1:21.698 |
| 8      | 10    | Mark Webber          | Red Bull-Renault    | 1:20.073 | 1:20.046 | 1:21.732 |
| 9      | 11    | Jarno Trulli         | Toyota              | 1:19.942 | 1:19.486 | 1:21.767 |
| 10     | 6     | Nelson Piquet Jr.    | Renault             | 1:20.583 | 1:20.131 | 1:22.371 |
| 11     | 15    | Sebastian Vettel     | Toro Rosso-Ferrari  | 1:20.157 | 1:20.144 |          |
| 12     | 16    | Jenson Button        | Honda               | 1:20.888 | 1:20.332 |          |
| 13     | 9     | David Coulthard      | Red Bull-Renault    | 1:20.505 | 1:20.502 |          |
| 14     | 14    | Sébastien Bourdais   | Toro Rosso-Ferrari  | 1:20.640 | 1:20.963 |          |
| 15     | 7     | Nico Rosberg         | Williams-Toyota     | 1:20.748 |          |          |
| 16     | 3     | Nick Heidfeld        | BMW Sauber          | 1:21.045 |          |          |
| 17     | 8     | Kazuki Nakadžima     | Williams-Toyota     | 1:21.085 |          |          |
| 18     | 17    | Rubens Barrichello   | Honda               | 1:21.332 |          |          |
| 19     | 21    | Giancarlo Fisichella | Force India-Ferrari | 1:21.670 |          |          |
| 20     | 20    | Adrian Sutil         | Force India-Ferrari | 1:22.113 |          |          |

## Výsledky
- 2. srpen 2008
- Okruh Hungaroring
- 70 kol x 4,381 km = 306.663 km
- 796. Grand Prix
- 1. vítězství Heikkiho Kovalainena
- 161. vítězství pro McLaren
- 43. vítězství pro Finsko
- 1. vítězství pro vůz se startovním číslem 23

| Pole position      | Vítězství         | Nej. kolo      |
| Spojené království | Finsko            | Finsko         |
| Lewis Hamilton     | Heikki Kovalainen | Kimi Räikkönen |
| McLaren MP4-23     | McLaren MP4-23    | Ferrari F2008  |
| ------------------ | ----------------- | -------------- |

| Pozice | č.  | Jezdec               | Vůz               | Kolo | Čas              | Pole | Body | Nej. kolo      | 1. Pitstop   | 2. Pitstop   | 3. Pitstop   |
| ------ | --- | -------------------- | ----------------- | ---- | ---------------- | ---- | ---- | -------------- | ------------ | ------------ | ------------ |
| 1      | 23. | Heikki Kovalainen    | McLaren MP4-23    | 70   | 1:37:27.067      | 1    | 10   | 1:21.753 (7.)  | 21. / 28.994 | 48. / 25.631 |              |
| 2      | 12. | Timo Glock           | Toyota TF108      | 70   | á 0:11.061       | 5    | 8    | 1:21.671 (6.)  | 20. / 32.754 | 47. / 26.013 |              |
| 3      | 1.  | Kimi Räikkönen       | Ferrari F2008     | 70   | á 0:16.856       | 6    | 6    | 1:21.195       | 22. / ?      | 51. / ?      |              |
| 4      | 5.  | Fernando Alonso      | Renault R28       | 70   | á 0:21.614       | 7    | 5    | 1:21.793       | 22. / 27.922 | 50. / 26.502 |              |
| 5      | 22. | Lewis Hamilton       | McLaren MP4-23    | 70   | á 0:23.048       | 1    | 4    | 1:21.493       | 19. / 27.895 | 41. / 28.619 |              |
| 6      | 6.  | Nelson Piquet jr.    | Renault R28       | 70   | á 0:32.298       | 10   | 3    | 1:21.537 (4.)  | 25. / 28.650 | 54. / 26.851 |              |
| 7      | 11. | Jarno Trulli         | Toyota TF108      | 70   | á 0:36,449       | 9    | 2    | 1:21.638 (5.)  | 23. / 28.039 | 54. / 25.132 |              |
| 8      | 4.  | Robert Kubica        | BMW Sauber F1.08  | 70   | á 0:48,321       | 4    | 1    | 1:21.941 (9.)  | 18. / 28.985 | 50. / 26.460 |              |
| 9      | 10. | Mark Webber          | Red Bull RB4      | 70   | á 0:58,834       | 8    |      | 1:22.125 (10.) | 18. / 28.625 | 47. / 26.817 |              |
| 10     | 3.  | Nick Heidfeld        | BMW Sauber F1.08  | 70   | á 1:07.709       | 15   |      | 1:22.183 (11.) | 41. / 28.779 |              |              |
| 11     | 9.  | David Coulthard      | Red Bull RB4      | 70   | á 1:10.407       | 13   |      | 1:22.732 (16.) | 29. / 27.208 | 53. / 25.706 |              |
| 12     | 16. | Jenson Button        | Honda RA108       | 69   | á 1 kolo         | 12   |      | 1:22.397 (13.) | 31. / 26.792 | 52. / 26.064 |              |
| 13     | 9.  | Kazuki Nakadžima     | Williams FW30     | 69   | á 1 kolo         | 16   |      | 1:23.307 (18.) | 32. / 30.547 |              |              |
| 14     | 7.  | Nico Rosberg         | Williams FW30     | 69   | á 1 kolo         | 14   |      | 1:22.397 (12.) | 30. / 35.784 | 58. / 25.126 |              |
| 15     | 21. | Giancarlo Fisichella | Force India VJM01 | 69   | á 1 kolo         | 18   |      | 1:22.641 (15.) | 29. / 27.837 | 55. / 25.126 |              |
| 16     | 17. | Rubens Barrichello   | Honda RA108       | 68   | á 2 kola         | 17   |      | 1:22.436 (14.) | 32. / 54.402 | 53. / 26.012 |              |
| 17     | 2.  | Felipe Massa         | Ferrari F2008     | 67   | á 3 kola (motor) | 3    |      | 1:21.355       | 18. / 27.515 | 44. / 26.719 |              |
| 18     | 14. | Sébastien Bourdais   | Toro Rosso STR3   | 67   | á 3 kola         | 19   |      | 1:23.220 (17.) | 31. / 38.907 | 45. / 46.516 | 46. / 28.457 |
| Pozice | č.  | Odstoupili           | Vůz               | Kolo | Důvod            | Pole | Body | Nej. kolo      | 1. Pitstop   | 2. Pitstop   | 3. Pitstop   |
| Ret    | 20. | Adrian Sutil         | Force India VJM01 | 62   | Brzdy            | 20   |      | 1:23.650 (19.) | 30. / 26.177 | 45. / 26.853 | 60. / 33.834 |
| Ret    | 12. | Sebastian Vettel     | Toro Rosso STR3   | 22   | Přehřátí         | 11   |      | 1:24.222 (20.) | 20. / 34.948 |              |              |

- žlutě - nejrychlejší pitstop
- zeleně - nejpomalejší pitstop
- červeně - Neplánovaná zastávka

## Nejrychlejší kolo
Kimi Räikkönen- Ferrari F2008
- 31. nejrychlejší kolo Kimi Räikkönena
- 211. nejrychlejší kolo pro Ferrari
- 61. nejrychlejší kolo pro Finsko
- 125. nejrychlejší kolo pro vůz se startovním číslem 1

## Zajímavosti
- 1. vítězství pro Heikkiho Kovalainena
- 1. pódium pro Tima Glocka
- 1. druhé místo pro Toyotu v této sezoně
- Heikki Kovalainen se stal 100. pilotem, který vyhrál závod formule 1